# Donaciella
Donaciella — підрід листоїдів з підродини Donaciinae роду радужниц.

## Систематика
Деякі види:
- Donacia cinerea (Herbst, 1784)
- Donacia clavipes (Fabricius, 1793)
- Donacia microcephala (Daniel & Daniel, 1904)
- Donacia nagaokana (Hayashi, 1998)
- Donacia pubicollis (Suffrian, 1872)
- Donacia tomentosa (Ahrens, 1819)